# Романид
Романид — международный искусственный язык, разработанный венгерским языковедом Золтаном Мадьяром. Базируется на романских языках, чем и обусловлено его название.
Язык составлен на основе самых распространенных в быту словосочетаний из нескольких романских языков — испанского, итальянского, португальского и французского. По некоторым данным[каким?], пользуется популярностью в Венгрии. В заметке в газете «Труд» утверждается (со ссылкой на неназванных специалистов), что по своей конструкции он значительно проще и легче для усвоения, чем эсперанто.